# Ван дер Марел, Марк
Марк ван дер Марел (нидерл. Mark van der Maarel; родился 12 августа 1989) — нидерландский футболист, игравший на позиции защитника.

## Клубная карьера
Родился в Арнеме, по матери имеет индонезийское происхождение. Ван дер Марел — воспитанник клубов «Харлем» и «Утрехт».
20 сентября 2009 года в матче против АДО Ден Хааг он дебютировал в Эредивизии. Из-за травмы капитана и основного защитника Тима Корнелиссе, сохранил место в стартовом составе. 26 сентября после победного матча против АЗ получил приз «Игрок матча».
Сезон 2010/2011 начал в запасе, впервые сыграв против 3 октября 2010 года против «Аякса». Начала сезона 2011/2012 пропустил из-за травмы носа. 7 ноября 2014 года против «Эксельсиора» забил свой первый гол за клуб. Конец декабря 2014 года — начала января 2015 пропустил из-за проблем с ахиллом и травмы лодыжки. 30 сентября 2016 года в матче Эрстедивизи против «Хелмонд Спорт» сыграл за «Йонг Утрехт».
По итогам сезона 2017/2018 года был признан игроком сезона имени Давида ди Томмазо «Утрехта» по версии болельщиков. 22 февраля 2021 года продлил контракт с клубом на два года, до конца 2023 года. 23 января 2022 года провёл своё 286-й матч в составе «Утрехта», сравнявшись по матчам с Тоном де Крёйком.

## Карьера в сборной
5 октября 2009 года получил приглашения на матчи сборной Нидерландов (до 21 года). Из-за полученной травмы его заменил защитник «Фейеноорда» Келвин Лердам. 